# Barro, Charente
Barro är en kommun i departementet Charente i regionen Nouvelle-Aquitaine i västra Frankrike. Kommunen ligger  i kantonen Ruffec som ligger i arrondissementet Confolens. År 2022 hade Barro 410 invånare.

## Befolkningsutveckling
Antalet invånare i kommunen Barro
Referens:INSEE